# 阿克斗卡
阿克斗卡是哈萨克斯坦东哈萨克斯坦州城市，于1929年建立，土西铁路上的一个大型铁路枢纽。

## 地理
阿克斗卡位于巴尔喀什湖岸低地。阿亞古斯河靠近村庄，流入巴尔喀什湖。气候非常大陆，夏季炎热，最高温度可达40°C，冬季温度可达−40 °C。

## 交通
- 阿克斗卡站